# Gloria Guida
Gloria Guida (Merano, 19 novembre 1955) è un'attrice, conduttrice televisiva ed ex modella italiana.
È tra le principali interpreti delle commedie sexy all'italiana degli anni settanta, nonché di altri film prevalentemente di carattere erotico.

## Biografia
Nata a Merano da una famiglia di origini emiliane, si trasferisce presto a Casalecchio di Reno, dove ancor oggi risiede ufficialmente. Ha cominciato la sua carriera artistica come cantante in un locale della riviera romagnola gestito dal padre.

### La musica
Nel 1972 partecipa alla manifestazione canora Un disco per l'estate con L'uomo alla donna non può dire no, pubblicato in seguito come singolo. Un secondo singolo segue lo stesso anno, Cuore, fatti onore, cover del brano California Calling di Danny Beckerman su testo in italiano di Franco Califano. Per la b-side del disco, Pioggia nell'anima, viene riutilizzata la stessa matrice del precedente singolo. Nel 1973 la casa discografica per la quale lavora, la CBS, la candida per il Festival di Sanremo 1973, ma il brano affidatole non venne ammesso. Per tale esclusione, probabilmente, ebbe qualche peso la polemica sulla stampa rosa che biasimava la tendenza ad ammettere cantanti scelte unicamente per la loro presenza fisica, con il pericolo di trasformare il tempio della canzone italiana in "un trionfo di seni e cosce".
Intrapresa la carriera di attrice, Gloria Guida abbandona quella di cantante, tornando a cantare solamente in rari casi in occasione delle colonne sonore dei suoi film. Interpreta infatti il brano Avere vent'anni, per la colonna sonora del film omonimo, del 1978, Stammi vicino, composto da Gianni Ferrio, per la colonna sonora del film La liceale seduce i professori, del 1979, e ancora lo stesso anno La musica è, per il film L'infermiera di notte, composto ancora una volta da Ferrio e pubblicato come singolo su 7". Nel 2011 torna a cantare partecipando come concorrente al talent show Lasciami cantare! su Rai 1. Si cimenta nuovamente nel canto nel 2012 nella prima edizione del talent show Tale e quale show, dove imita Patty Pravo, Raffaella Carrà, Arisa e Noemi.

### Il cinema

Corrado Pani e Gloria Guida in uno scatto di scena sul set del film La minorenne (1974) di Silvio Amadio

Il primo film interpretato da Gloria Guida è La ragazzina di Mario Imperoli, seguito subito da La minorenne di Silvio Amadio. Entrambi del 1974. Sono pellicole che narrano le vicende quotidiane di ricchi adolescenti impegnati soprattutto a vincere la noia con il sesso. In Blue Jeans (1975) di Mario Imperoli, interpreta una giovane prostituta che dopo una retata della polizia viene affidata al controllo del padre. Con questa pellicola la Guida si inserisce a pieno titolo nel genere della commedia sexy all'italiana. Sempre nel 1975 interpreta La novizia, per la regia di Pier Giorgio Ferretti e Quella età maliziosa di Silvio Amadio. Ma il film che la consacra è La liceale (1975) di Michele Massimo Tarantini, pellicola che avrà alcuni sequel sempre ambientati in una scuola di provincia dove la bella liceale è alle prese con le avances di professori, preside e compagni di classe.

Gloria Guida, Leopoldo Mastelloni e Lilli Carati sul set di Avere vent'anni (1978) di Fernando Di Leo

In questi film si ritrovano tutte le scene tipiche della commedia sexy, dalla ragazza insaponata sotto la doccia ai guardoni dal buco della serratura. La liceale non ebbe soltanto sequel ma pure innumerevoli imitazioni. Uno dei film di maggior successo della Guida è stato L'infermiera di notte. Celebre la scena dell'infermiera accaldata che apre il camice bianco provocando l'eccitazione del malato che sta sorvegliando, interpretato da Mario Carotenuto. Questi film, girati con pochi mezzi, suscitarono reazione negativa fra le femministe degli anni settanta. Nonostante fossero quasi sempre artisticamente modesti riscuotevano successo al botteghino, e ancor oggi sono molto richiesti, come dimostrano le repliche offerte dalle televisioni private. Tra le interpretazioni migliori di Gloria Guida va segnalato Avere vent'anni di Fernando Di Leo, in cui era affiancata da Lilli Carati, nel quale emerge non solo la sua bellezza.
Dopo l'incontro con Johnny Dorelli in teatro, protagonisti entrambi della commedia musicale Accendiamo la lampada (1979), per la regia di Pietro Garinei, e il successivo matrimonio tra i due attori, la Guida abbandona gradualmente il cinema dedicandosi al marito e alla figlia Guendalina.

Gloria Guida nel film La liceale nella classe dei ripetenti (1978) di Mariano Laurenti

Gli ultimi film interpretati da Gloria Guida sono: La casa stregata (1982) di Bruno Corbucci, con Renato Pozzetto, e in coppia con il marito Sesso e volentieri (1982) di Dino Risi; infine il televisivo Festa di Capodanno (1988), diretto da Piero Schivazappa. Per qualche anno ha continuato a lavorare a teatro, in compagnia del marito, per poi abbandonare completamente le scene. Nel 2009 ritorna sul piccolo schermo, come attrice nella serie televisiva Fratelli Benvenuti, regia di Paolo Costella, accanto a Massimo Boldi e Barbara De Rossi, trasmessa da Mediaset ma con scarso successo (inizialmente in onda su Canale 5, è stata poi spostata su Rete 4 a causa dei bassi ascolti).
Nel 2022 torna al cinema dopo quarant’anni con Improvvisamente Natale, diretta da Francesco Patierno. A dicembre 2023 è nella serie TV di Eros Puglielli Gigolò per caso, come guest star, con Christian De Sica e Pietro Sermonti.

### Ritorno in televisione
Negli anni duemiladieci ha ricominciato a lavorare in televisione, soprattutto per la Rai. Nel 2015 ha co-condotto Il mondo a 45 giri, con Luca Barbarossa e dal 2018 al 2020 ha condotto la trasmissione Le ragazze, in cui donne appartenenti a diverse generazioni, famose e non, si raccontano.
Nel settembre del 2021 partecipa allo show televisivo Star in the Star su Canale 5, imitando la cantante Patty Pravo, venendo eliminata alla seconda puntata.

## Vita privata

Johnny Dorelli e Gloria Guida nel film Bollenti spiriti (1981) di Giorgio Capitani

È sposata dal 1991 (anche se la relazione è iniziata nel 1979) con il cantante Johnny Dorelli, dal quale ha avuto una figlia, Guendalina.

## Impatto nel cinema

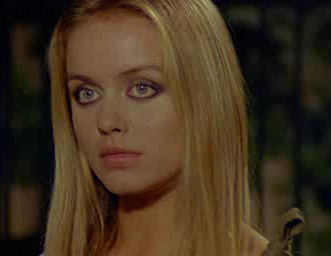
Gloria Guida nel film La liceale (1975) di Michele Massimo Tarantini

Nell'immaginario collettivo Gloria Guida resta legata alla figura della liceale/studentessa che unisce candore e malizia. Il personaggio rivaleggiò all'epoca con quello già consolidato dell'insegnante (o supplente), interpretato da attrici come Edwige Fenech.
In un'intervista rilasciata nel 1976 e riportata da Manlio Gomarasca e Davide Pulici nel libro 99 donne, Gloria Guida disse: «Certo, mi spoglio, ma quasi mai sono stata vista nuda nell'atto dell'amplesso. Mi si vede attraverso il buco della serratura, sotto la doccia, in bagno. Non è colpa mia se anche nel cinema ci sono i guardoni. Il filone sexy di bassa lega non piace neppure a me. I miei film hanno un significato anche nelle scene che vengono incriminate o giudicate malamente».

## Filmografia

### Cinema
- La ragazzina, regia di Mario Imperoli (1974)
- La minorenne, regia di Silvio Amadio (1974)
- Quella età maliziosa, regia di Silvio Amadio (1975)
- Blue Jeans, regia di Mario Imperoli (1975)
- La novizia, regia di Pier Giorgio Ferretti (1975)
- Peccati di gioventù, regia di Silvio Amadio (1975)
- La liceale, regia di Michele Massimo Tarantini (1975)
- Il gatto mammone, regia di Nando Cicero (1975)
- Il medico... la studentessa, regia di Silvio Amadio (1976)
- Il solco di pesca, regia di Maurizio Liverani (1976)
- Scandalo in famiglia, regia di Marcello Andrei (1976)
- La ragazza alla pari, regia di Mino Guerrini (1976)
- L'affittacamere, regia di Mariano Laurenti (1976)
- Maschio latino... cercasi, regia di Giovanni Narzisi (1977)
- Orazi e Curiazi 3 - 2, regia di Giorgio Mariuzzo (1977)
- Il triangolo delle Bermude (The Bermuda Triangle), regia di René Cardona Jr. (1978)
- La liceale nella classe dei ripetenti, regia di Mariano Laurenti (1978)
- Indagine su un delitto perfetto, regia di Giuseppe Rosati (1978)
- Avere vent'anni, regia di Fernando Di Leo (1978)
- Travolto dagli affetti familiari, regia di Mauro Severino (1978)
- L'infermiera di notte, regia di Mariano Laurenti (1979)
- La liceale seduce i professori, regia di Mariano Laurenti (1979)
- Paradiso andata e ritorno, episodio di La liceale, il diavolo e l'acquasanta, regia di Nando Cicero (1979)
- Fico d'India, regia di Steno (1980)
- Bollenti spiriti, regia di Giorgio Capitani (1981)
- La casa stregata, regia di Bruno Corbucci (1982)
- Sesso e volentieri, regia di Dino Risi (1982)
- Improvvisamente Natale, regia di Francesco Patierno (2022)

### Televisione
- Se devi dire una bugia dilla grossa, regia di Eros Macchi – ripresa televisiva (1986)
- Festa di Capodanno, regia di Pietro Schivazappa – miniserie TV (1988)
- Fratelli Benvenuti – serie TV, episodi 1x01-1x02 (2010)
- Before Pintus – sitcom, 7 episodi (2021)
- Gigolò per caso – serie TV, 3 episodi (2023)

## Teatro
- Accendiamo la lampada, regia di Pietro Garinei (1979-1980)
- Se devi dire una bugia dilla grossa, regia di Pietro Garinei (1986)

## Programmi televisivi
- Quantunque io (Rete 2, 1977)
- Finalmente venerdì (Canale 5, 1989-1990)
- Io canto (Canale 5, 2010-2011) – giurata
- Lasciami cantare! (Rai 1, 2011) – concorrente
- Tale e quale show (Rai 1, 2012) – concorrente
- Il mondo a 45 giri (Rai 3, 2015)
- Verissimo (Canale 5, 2016) – inviata
- Le ragazze (Rai 3, 2018-2020)
- L'Attesa (Rai 1, 2019)
- Lo Zecchino di Natale (Rai 1, 2019)
- Star in the Star (Canale 5, 2021) – concorrente
- Chi può batterci? (Rai 1, 7 Giugno 2025) – concorrente

## Riconoscimenti
- Taormina Film Fest
  - 1976 – Arancia d'oro alla miglior attrice

## Doppiatrici
- Liliana Sorrentino in La minorenne, Quella età maliziosa, La novizia, Peccati di gioventù, La liceale, Fico d'India
- Serena Verdirosi in Blue jeans, La ragazzina, L'affittacamere, Indagine su un delitto perfetto, L'infermiera di notte
- Micaela Esdra in Avere vent'anni, La liceale nella classe dei ripetenti, La liceale seduce i professori
- Carla Comaschi in Il gatto mammone

## Discografia

### Singoli
- 1970 – L'amore insieme (Audiodisc, acetate)
- 1972 – L'uomo alla donna non può dire no/Pioggia nell'anima (CBS, CBS-8015)
- 1972 – Cuore, fatti onore/Pioggia nell'anima (CBS, CBS-8375)
- 1979 – La musica è/Gloria around the clock (CAM, AMP-219) il lato B è eseguito da Gianni Ferrio